# Lars Isacsson
För landstingspolitikern i Jönköping, se Lars Isaksson (1945–2023).
Lars Olof Isacsson, född 18 februari 1970 i Ludvika, är en svensk politiker (socialdemokrat). Han är ordinarie riksdagsledamot sedan 2022, invald för Dalarnas läns valkrets, och var dessförinnan kommunalråd i Avesta kommun.
Isacsson är distriktsordförande för Socialdemokraterna i Dalarna sedan 2019 och ersättare i Socialdemokraternas partistyrelse sedan 2021.
I riksdagen är han suppleant i justitieutskottet, näringsutskottet och OSSE-delegationen.